# Fort du Trou d’Enfer

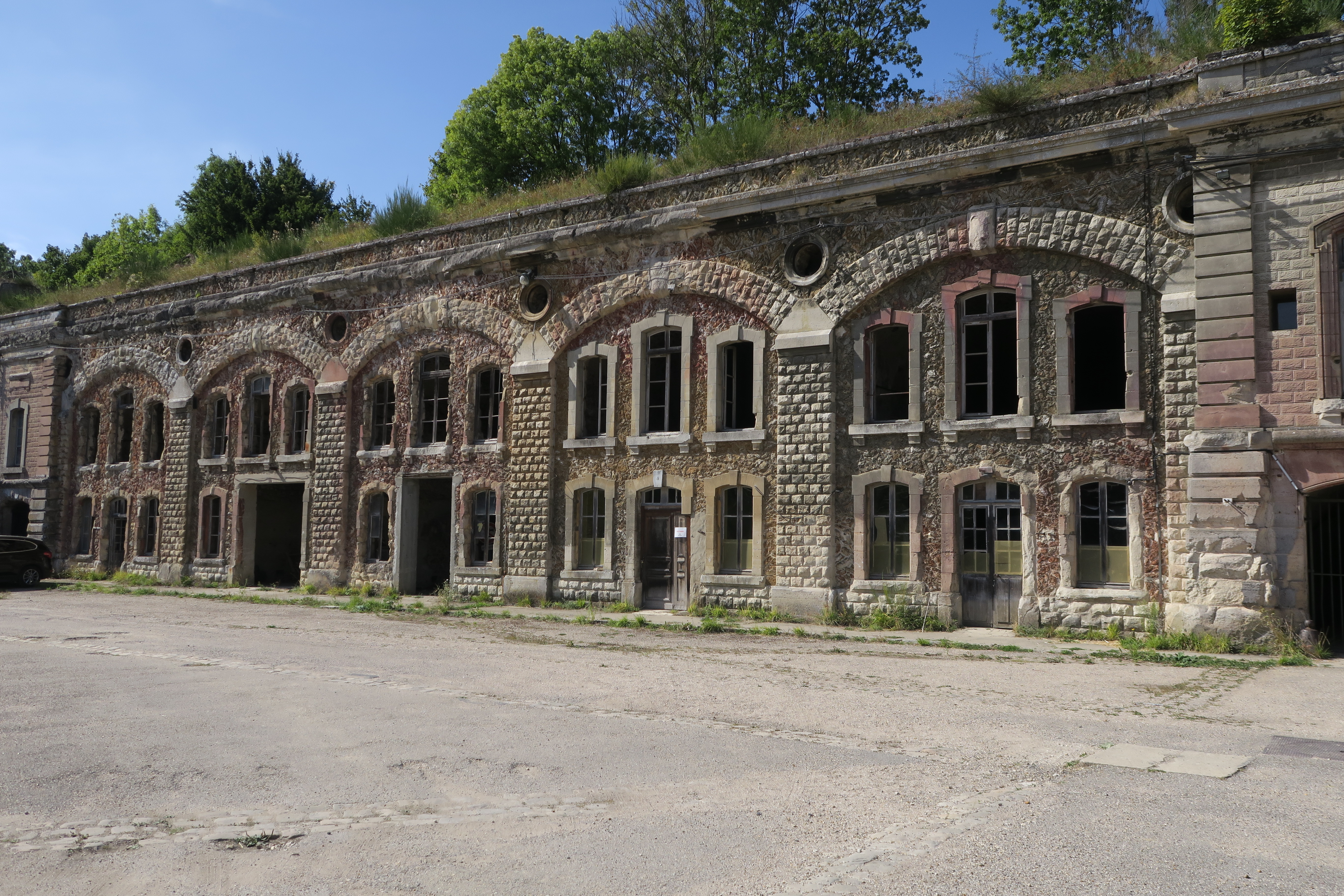
Das Fort du Trou-d'Enfer, Hauptgebäude

Das Fort du Trou-d’Enfer, auch als Réduit du Trou-d’Enfer bekannt, ist eine der Festungen, die um die französische Hauptstadt Paris herum gebaut wurden. Es befindet sich in Marly-le-Roi, etwa 15 Kilometer westlich von Paris, im Département Yvelines. Die Festung wurde zwischen 1878 und 1881 für eine Garnison von 800 Mann gebaut. Es wurde als réduit eingestuft, da es von zahlreichen kleineren Batterien umgeben war. Während der deutschen Besatzung 1940–1944 waren Soldaten der Wehrmacht dort stationiert. Diese sprengten bei ihrem Rückzug Teile der Festung. Die Festung ist nach einem nahegelegenen Bauernhof benannt.

## Geschichte
Im Rahmen des Deutsch-Französischen Krieges wurde Frankreich 1870/71 zum Teil von preußischen und deutschen Truppen besetzt. Aus diesem Grunde wurden nach der Niederlage 1871 in den Jahren 1874 bis 1881 die Festungen ausgebaut und modernisiert, so auch das Fort du Trou d’Enfer.
Das Barrière de fer genannte Verteidigungssystem umfasste nach der Fertigstellung eine große Anzahl von Forts und Batterien.
Die Mitglieder Albert Dovecar und Claude Piegts der OAS wurden 1962 in der Festung exekutiert.
Die Festung ist heute für die Öffentlichkeit zugänglich und beherbergt eine staatliche Behörde für die Forstwirtschaft.
Weitere Festungen in Yvelines sind:
- Batterie de Bouviers
- Batterie du Ravin de Bouviers
- Fort du Haut-Buc
- Fort de Saint-Cyr
- Fort de Bois-d’Arcy